# 阿林頓 (堪薩斯州)
阿林頓（英語：Arlington）是一個位於美國堪薩斯州里諾縣的城市。

## 地方資料
根據2020年美國人口普查的數據，阿林頓的面積為3.19平方千米，當中陸地面積為3.19平方千米，而水域面積為0.00平方千米。當地共有人口435人，而人口密度為每平方千米136.36人。